# Ginástica artística nos Jogos do Mediterrâneo de 2022
As competições de ginástica artística nos Jogos do Mediterrâneo de 2022 em Orã aconteceram entre 26 e 29 de junho no Olympic Complex Sports Hall.

## Calendário
| Q | Qualificatória | F | Final |

| Evento↓/Data →             | Dom 26 | Seg 27 | Ter 28 | Qua 29 |
| -------------------------- | ------ | ------ | ------ | ------ |
| Individual geral feminino  | Q      |        | F      |        |
| Equipes femininas          | F      |        |        |        |
| Salto feminino             | Q      |        |        | F      |
| Barras assimétricas        | Q      |        |        | F      |
| Trave                      | Q      |        |        | F      |
| Solo feminino              | Q      |        |        | F      |
| Individual geral masculino |        | Q      | F      |        |
| Equipes masculinas         |        | F      |        |        |
| Solo masculino             |        | Q      |        | F      |
| Cavalo com alças           |        | Q      |        | F      |
| Argolas                    |        | Q      |        | F      |
| Salto masculino            |        | Q      |        | F      |
| Barras paralelas           |        | Q      |        | F      |
| Barra fixa                 |        | Q      |        | F      |

## Medalhistas

### Masculino
| Evento           | Ouro                                                                       | Prata                                                                                       | Bronze                                                                                  |
| ---------------- | -------------------------------------------------------------------------- | ------------------------------------------------------------------------------------------- | --------------------------------------------------------------------------------------- |
| Equipes          | TUR Turquia Ferhat Arıcan Adem Asil İbrahim Çolak Sercan Demir Ahmet Önder | ITA Itália Nicola Bartolini Lorenzo Minh Casali Lay Giannini Matteo Levantesi Marco Lodadio | FRA França Cameron-Lie Bernard Edgar Boulet Mathias Philippe Léo Saladino Julien Saleur |
| Individual geral | Adem Asil TUR Turquia                                                      | Joel Plata ESP Espanha                                                                      | Marios Georgiou CYP Chipre                                                              |
| Solo             | Nicola Bartolini ITA Itália                                                | Ahmet Önder TUR Turquia                                                                     | Adem Asil TUR Turquia                                                                   |
| Cavalo com alças | Mateo Žugec CRO Croácia                                                    | Jakov Vlahek CRO Croácia                                                                    | Ferhat Arıcan TUR Turquia                                                               |
| Argolas          | İbrahim Çolak TUR Turquia                                                  | Adem Asil TUR Turquia                                                                       | Ali Zahran EGY Egito                                                                    |
| Salto            | Adem Asil TUR Turquia                                                      | Nicola Bartolini ITA Itália                                                                 | Matteo Levantesi ITA Itália                                                             |
| Barras paralelas | Ferhat Arıcan TUR Turquia                                                  | Matteo Levantesi ITA Itália                                                                 | Cameron-Lie Bernard FRA França                                                          |
| Barra fixa       | Marios Georgiou CYP Chipre                                                 | Adem Asil TUR Turquia                                                                       | Ahmet Önder TUR Turquia                                                                 |

### Feminino
| Evento              | Ouro                                                                               | Prata                                                                                       | Bronze                                                                                 |
| ------------------- | ---------------------------------------------------------------------------------- | ------------------------------------------------------------------------------------------- | -------------------------------------------------------------------------------------- |
| Equipes             | ITA Itália Angela Andreoli Alice D'Amato Asia D'Amato Martina Maggio Giorgia Villa | FRA França Lorette Charpy Carolann Héduit Djenna Laroui Morgane Osyssek-Reimer Célia Serber | ESP Espanha Laura Casabuena Emma Fernández Lorena Medina Alba Petisco Claudia Villalba |
| Individual gerak    | Martina Maggio ITA Itália                                                          | Asia D'Amato ITA Itália                                                                     | Carolann Héduit FRA França                                                             |
| Salto               | Asia D'Amato ITA Itália                                                            | Morgane Osyssek-Reimer FRA França                                                           | Angela Andreoli ITA Itália                                                             |
| Barras assimétricas | Giorgia Villa ITA Itália                                                           | Martina Maggio ITA Itália                                                                   | Ana Filipa Martins POR Portugal                                                        |
| Trave               | Martina Maggio ITA Itália                                                          | Asia D'Amato ITA Itália                                                                     | Carolann Héduit FRA França                                                             |
| Solo                | Asia D'Amato ITA Itália                                                            | Martina Maggio ITA Itália                                                                   | Morgane Osyssek-Reimer FRA França                                                      |

## Quadro de medalhas
*   país anfitrião (ALG Argélia)
| Pos.               | País               | Ouro | Prata | Bronze | Total |
| ------------------ | ------------------ | ---- | ----- | ------ | ----- |
| 1                  | ITA Itália         | 7    | 7     | 2      | 16    |
| 2                  | TUR Turquia        | 5    | 3     | 3      | 11    |
| 3                  | CRO Croácia        | 1    | 1     | 0      | 2     |
| 4                  | CYP Chipre         | 1    | 0     | 1      | 2     |
| 5                  | FRA França         | 0    | 2     | 5      | 7     |
| 6                  | ESP Espanha        | 0    | 1     | 1      | 2     |
| 7                  | EGY Egito          | 0    | 0     | 1      | 1     |
| 7                  | POR Portugal       | 0    | 0     | 1      | 1     |
| 9                  | ALG Argélia        | 0    | 0     | 0      | 0     |
| Total (9 entradas) | Total (9 entradas) | 14   | 14    | 14     | 42    |

## Nações participantes
- ALB Albânia (1)
- ALG Argélia (10)
- BIH Bósnia e Herzegovina (1)
- CYP Chipre (6)
- CRO Croácia (5)
- EGY Egito (10)
- SLO Eslovênia (6)
- ESP Espanha (10)
- FRA França (10)
- GRE Grécia (5)
- ITA Itália (10)
- KOS Kosovo (2)
- MON Mônaco (1)
- POR Portugal (8)
- SRB Sérvia (2)
- SYR Síria (3)
- TUR Turquia (10)